# Oncotheca balansae
Espèce
Statut de conservation UICN

 LC  : Préoccupation mineure
Oncotheca balansae est une espèce d'arbustes de la famille des Oncothécacées endémique de Nouvelle-Calédonie.